# ألكسندر باركس
ألكسندر باركس (بالإنجليزية: Alexander Parkes)‏ هو عالم كيمياء معادن ومخترع راحل من برمنغهام، إنجلترا، قام بتخليق الباركيساين الذي يعتبر أول بلاستيك من صنع الإنسان.

## السيرة الذاتية
كإبن لصانع أقفال نحاسية، تتلمذ باركس في «ماسينجرز آند سونز»، مسبك نحاس في برمنجهام قبل انتقاله للعمل لصالح جورج هنرب إلكنتون الذي حصل على براءة اختراع الطلي الكهربائي. كان باركس مسئولًا عن قسم الصب، وسرعان ما بدأ انتباهه يتركز على الطلي الكهربائي. حصل باركس على أول براءة اختراع (رقم 8905) في عام 1841 لأعماله الفنية الدقيقة في الطلي الكهربائي. طريقته المتطورة لطلي الأجسام الدقيقة والهشة كالزهور تحصلت على براءة اختراع في عام 1843. عملية الطلي تضمنت طلي جسيم مغموس مسبقا في محلول من الفوسفور موضوع في ثنائي كبريتات الكربون، ثم نترات الفضة. وقد قدمت خيوط عنكبوت مطلية بالفضة بواسطة لهذه الطريقة إلى الأمير ألبرت عندما زار أعمال إلكنتون في 1844.
في المجموع، تحصل باركس على ما لا يقل عن 66 براءة اختراع على العمليات والمنتجات التي يتعلق معظمها بالطلي الكهربائي وتطوير البلاستيك.
- في عام 1846 تحصل على براءة اختراع على المعالجة الباردة لعملية فلكنة المطاط، التي أطلق عليها توماس هانكوك «واحدة من أهم الاكتشافات الغير العادية للعصر».[2]
- كان رائدا في إضافة كميات صغيرة من الفوسفور إلى المعادن والسبائك كما قام بتطوير برونز الفوسفور (براءات الاختراع 12325 لعام 1848، تحصل عليها بالاشتراك مع شقيقه هنري باركس).[3]
- في عام 1850 طور وتحصل على براءة اختراع لعملية باركس لنزع الفضة عن الرصاص بصورة اقتصادية وأيضا براءات اختراع عن التحسينات على العملية في عام 1851 و 1852.[4]
- في عام 1856، تحصل على براءة اختراع الباركسين - أول لدينة حرارية - سيلولويد مبني على أساس النيتروسليلوز والذي تمت معاملته بمجموعة متنوعة من المذيبات.[5] هذه المادة، عرضت في عام 1862 بمعرض لندن الدولي لتؤدي إلى كل استخدامات وفوائد البلاستيك الحديث.
- في عام 1866 أسس شركة باركسين في هاكني ويك، لندن، لإنتاج الكتل منخفضة التكاليف. إلا أنه على الرغم من ذلك لم يكتب لها النجاح الاقتصادي حيث كانت عملية إنتاج الباركسين مكلفة، كما أنه كان عرضة للتصدع وكان شديد الاشتعال. توقف العمل التجاري في عام 1868.
- مادة باركس تم تطويرها في وقت لاحق في شكل محسن من السيلولويد من قبل زميله دانيال سبيل، الذي قدم دعوى التعدي على براءات الاختراع  -لم تنجح في نهاية المطاف ضد جون ويسلي- مطور السيلولويد في الولايات المتحدة في عام 1870، ومع ذلك فإن القاضي استثنى أنه كان في الواقع باركس المخترع الحقيقي بسبب تجاربه الأصلية.

## الحياة الشخصية والعائلة
ألكسندر باركس ولد في شارع سوفولك، برمنغهام، الابن الرابع لجيمس ميرز باركس وزوجته كيرين هابوش. صموئيل هاريسون -الذي وصفه يوشيا ميسون كمخترع الخاتم المنقسم (أو المفتاح الدائري) وينسب إليه الفضل بنسبة كبيرة في اختراع القلم المعدني-  كان عمه الأكبر. باركس تزوج مرتين. بحلول زواجه الأول من جين هينشال مور (1817-1850)، كان لديه أربعة أبناء وبنتين (لاعب الكريكيت هوارد باركس كان حفيده) وبحلول زواجه الثاني من ماري آن رودريك (1835-1919) كان لديه أربعة أبناء وسبع بنات. الابن الأكبر على قيد الحياة كان ابنه من زواجه الثاني، ألكسندر باركس جونيور الذي كان في وقت ما رئيس الجمعية المعتمدة للمحاسبين والتي قدمت العديد من عينات الباركسين الأصلية إلى متحف العلوم في عام 1937، جوهر مجموعة متحف باركسين.
الأخ الأصغر لباركس هو هنري (1824-1909) -الذي كان صيدليا تحت التدريب والذي كان متزوجا من فاني رودريك (1837-97), أخت الزوجة الثانية لألكسندر- ساعده في العديد من تجاربه خلال التعاون الدائم أكثر من خمسين عاما.
يعتقد أن عائلة باركس تنحدر من عائلة ريف. مايكل باركس، نائب بنكريدج، ستافوردشاير (توفي عام 1617)، وقد كان له صلات وثيقة مع مدن أعمال المعادن ويدينزباري و وولفرهامبتون في القرن السادس عشر والثامن عشر.

## التراث

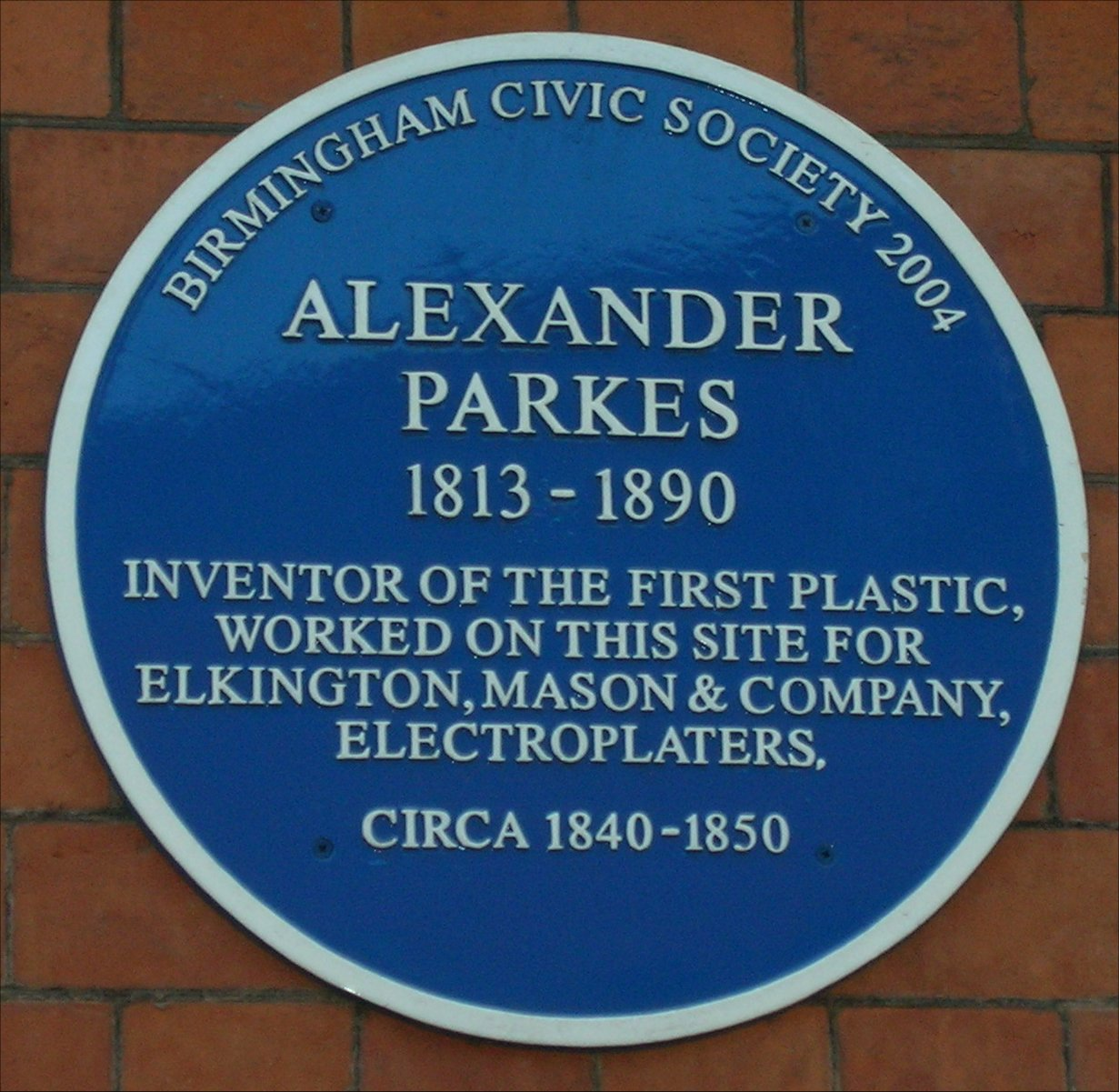
اللوحة الزرقاء في متحف برمنجهام العلمي القديم.

ذكر باركس في عدة مواقع: جمعية البلاستيك التاريخية وضعت لوحة بلاستيك زرقاء على منزله في دولويتش في لندن في عام 2002.  مجتمع برمنجهام المدني أقام وسام أزرق ذكرى له في عام 2004 على أعمال إلكنتون الأصلية لطلاء المعادن (متحف العلوم القديم)، بشارع نيوهول، برمنغهام. وهناك أيضا لوحة على جدار موقع أعمال باركسين. في أيلول / سبتمبر 2005، أصبح باركس عضوا في قاعة مشاهير أكاديمية أمريكا للبلاسيتك. باركس مدفون في مقبرة ويست نوروود، لندن، على الرغم من أن التذكار الخاص به تمت إزالته في السبعينات.

## روابط خارجية
- Plastics Historical Society
- New materials: Plastics – Making the Modern World online exhibit, Science Museum, London.
- Friends of West Norwood Cemetery –Newsletter, May 2002, A Plastic Plaque for Parkes.